# Djoué (Departement)
Djoue (oder Djoué) ist ein Departement in der Provinz Haut-Ogooué in Gabun und liegt im Osten des Landes. Das Departement hatte 2013 etwa 2200 Einwohner.

## Gliederung
- Onga